# Feuerbach (Kandern)
Feuerbach ist der nordwestlichste Ortsteil der Stadt Kandern in Südwestdeutschland, am Fuße des Schwarzwaldes. Der Ortsteil ist mit 397 Hektaren und 352 Einwohnern (2023) sowohl nach der Fläche wie nach der Einwohnerzahl der zweitkleinste Ortsteil Kanderns.
Der Ort ist vor allem durch seinen Rotwein bekannt, der hauptsächlich von der Winzergenossenschaft Efringen-Kirchen gekeltert und vertrieben wird.

## Geographie und Lage
Feuerbach verläuft als Straßendorf parallel eines Hangs und liegt im oberen Talabschnitt des Feuerbachs. Nördlich und südlich wird der Ort von sanft ansteigenden Hügeln umsäumt und liegt damit in einer Talmulde. Der südlich zum Ort gehörige Wald erhebt sich bis auf etwa einer Höhe von 535 m. Diese Landschaft ist charakteristisch für das Markgräflerland, zu dem der Ort gehört.
Die Lage Feuerbachs ist durch seine Nähe zum Blauen/Schwarzwald auf der einen Seite, Basel und dem Elsass auf der anderen Seite bestimmt.
Feuerbachs verkehrstechnischer Hauptzugang ist die dem Verlauf des Feuerbachs folgende Straße (Am Bach) vom südlich gelegenen, ebenfalls zu Kandern gehörenden Riedlingen. Über ein kleines Seitental ist der Ort auch direkt über die Feuerbacher Straße mit dem südöstlich gelegenen Kandern verbunden. Entlang der nördlichen Hügel existiert eine steile Verbindungsstraße (Eggener Straße) nach Niedereggenen, das bereits zur Nachbargemeinde Schliengen gehört. Entlang der südlichen Hügel ist Feuerbach über eine kleine, südöstlich verlaufende Passstraße (Feuerbacher Höhe, Feuerbacher Straße) über die Feuerbacher Höhe (454 m) direkt mit Kandern verbunden.

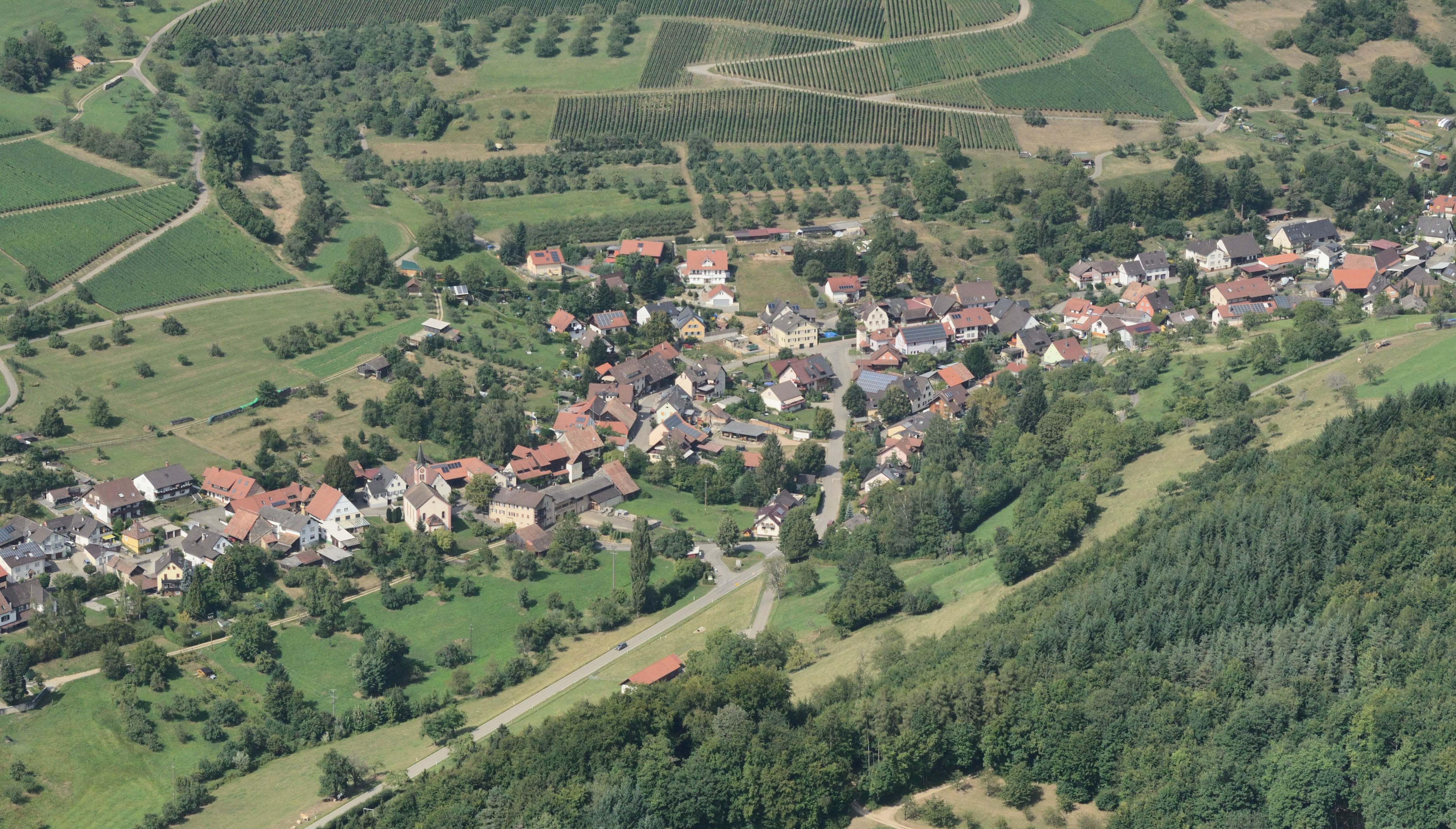
Luftbild von Feuerbach von südöstlicher Richtung

| Niedereggenen (Ortsteil von Schliengen) | Niedereggenen (Ortsteil von Schliengen) Obereggenen (Ortsteil von Schliengen) | Obereggenen (Ortsteil von Schliengen) |
| Liel (Ortsteil von Schliengen)          | Kompassrose, die auf Nachbargemeinden zeigt                                   | Sitzenkirch (Stadtteil von Kandern)   |
| Riedlingen (Stadtteil von Kandern)      | Riedlingen (Stadtteil von Kandern) Kandern                                    | Kandern                               |

## Geologie
Feuerbach liegt im Oberrheingraben, in der Vorbergzone des Schwarzwaldes, die hier, zwischen Klemmbach und der Verwerfung Hertingen-Holzen aus Mittel- und Oberjuraschollen besteht. Diese Grabenrandschollen sind Reste des Deckgebirges, das einst auch den Grundgebirgsschwarzwald bedeckte, im Südschwarzwald aber weitestgehend der Abtragung anheimgefallen ist.

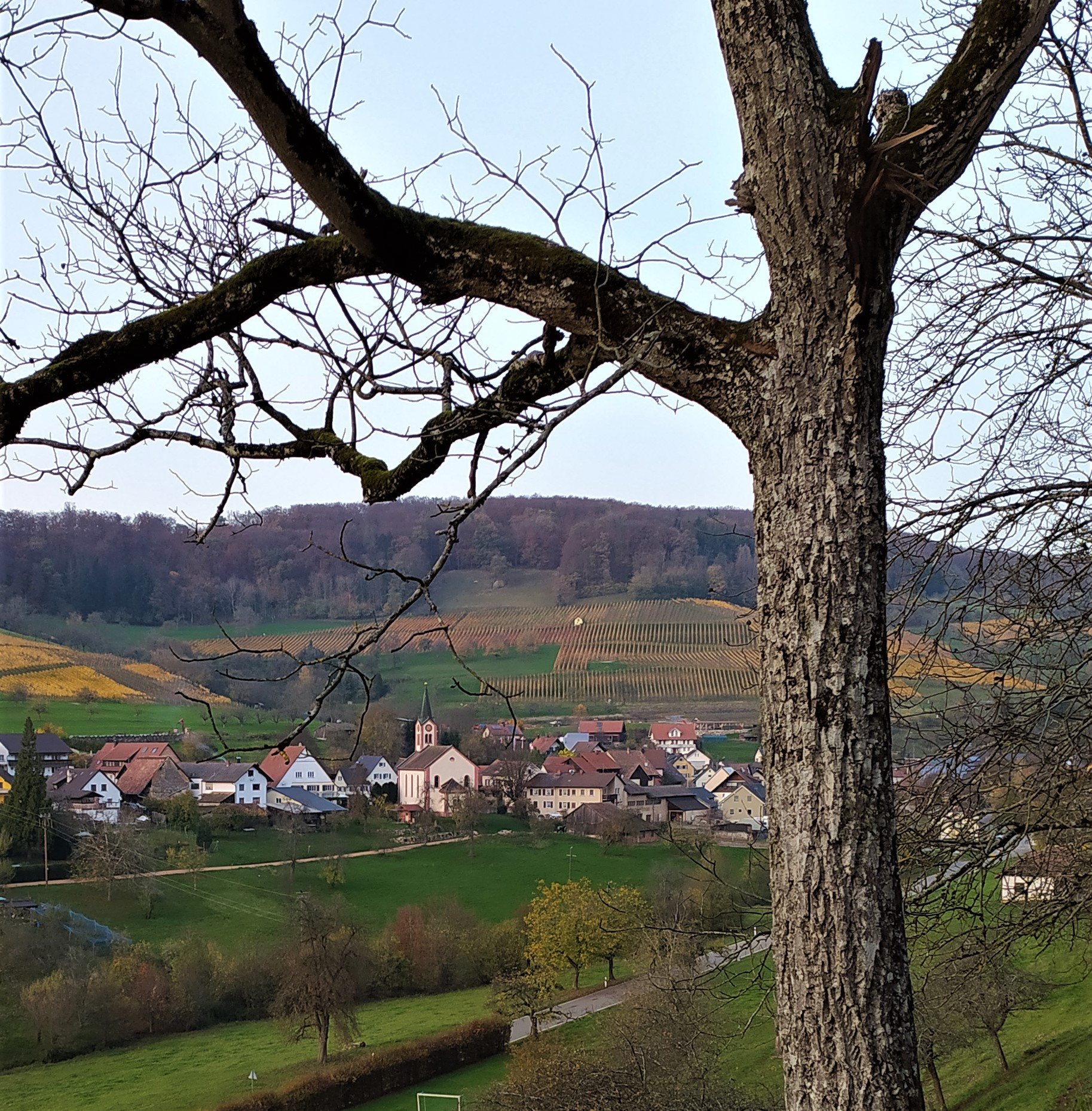
Blick auf Feuerbach

Das Dorf ist umgeben von den Bruchstücken einer vielfach zerbrochenen und zertalten Mitteljura-Kalktafel, die sich vom Lieler Stocken im Westen bis zum Lippisbach im Osten, vom Klemmbachtal im Norden bis zum Schorner und Riedlingen im Süden erstreckt. In deren obenauf lagernde harte oolithische Kalkbänke des sog. Hauptrogensteins hat sich der Feuerbach eingeschnitten. Er hat auch die darunter liegenden, vorwiegend weicheren Schichten freigelegt und so die Mulde ausgeräumt, in der sich das Dorf angesiedelt hat. Der tiefere Teil der Mulde liegt im dunkelgrauen Opalinuston, der stark zu Rutschungen neigt, was gut am unruhig modellierten Hang über dem alten Kanderner Sträßchen zu erkennen ist. Über dem Opalinuston bildet eine Wechselfolge von Kalk-,Sand- und Tonsteinen, auch Eisenoolithschichten den Untergrund der mit Reben oder Obstwiesen bedeckten Hänge bis hinauf zur bewaldeten Hauptrogensteinplatte der Rüttenen und im Südosten bis zu diesen Kalken vom Schornerbuck bis zum Steineck.
Die genannten Schichten entstanden als Flachmeersedimente in der mittleren Jurazeit vor 183 bis 168 Mio. Jahren. Der Hauptrogenstein, in einer stärker bewegten See entstanden, besteht zu einem Großteil aus kleinen Kalkkügelchen (Ooiden), die an Fischrogen erinnern. Eisenoolith ist ein eisenreiches Sedimentgestein, das zu einem Teil aus eisenhaltigen Ooiden besteht. Die weicheren Juraschichten unter dem Hauptrogenstein an den Hängen um Feuerbach sind schlecht aufgeschlossen, da sie weithin von Hanglehm (Fließerde) bedeckt sind.
Zwischen den widerständigen Hauptrogensteinschollen des Stocken und der Rüttenen hat die Erosion die weicheren Mitteljuraschichten (Gosheim-Formation, Wedelsandsteinformation, Opalinuston) freigelegt. Die so entstandene Einsattelung benützt das Sträßchen von Feuerbach nach Niedereggenen.
Eine Besonderheit sind die vulkanischen Tuffschlote in den Gewannen Holen, Webershölzle/Oberrindlen und beim Stallbrunnen. Es handelt sich um von der Erosion freigelegte Schlote aus der Tertiärzeit.

## Geschichte

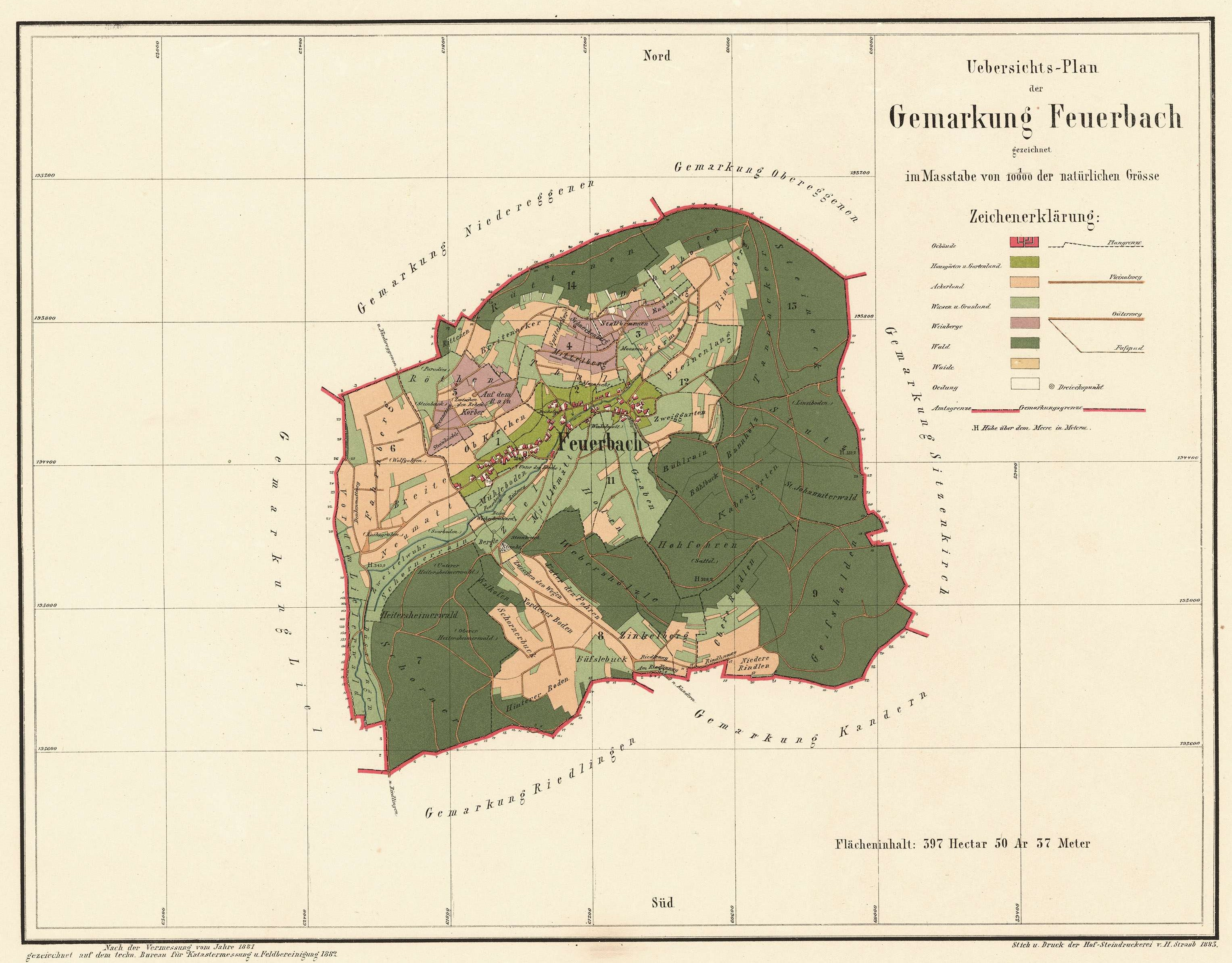
Karte von Feuerbach (1881)

Schreibweisen: Furbach 1317, villa Fúrbach 1335
1275 wurde die Kirche von Feuerbach erstmals im Liber decimationis (Lib. dec. FDA. I 210), einem Zehntbuch der Diözese Konstanz, urkundlich erwähnt. Die zweite Erwähnung findet sich 1295, als Ritter Otto von Staufen (Otto miles de Stôfen) das Patronat der Kirche in Feuerbach mit den in „Villa dicta Fúrbach“ gelegenen Gütern an die  Johanniterkommende Freiburg verkaufte. Vermutlich stand ein Haus der Johanniter an der Stelle eines alten Bauernhauses, das „Schloss“ genannt wird. 1315 folgt die nächste Aufzeichnung, aus der hervorgeht, dass Bechtolt der Sermentzer den Johannitern zu Freiburg „die Kilchun und den Kilchunsatz in dem dorf ze Fúrbach und den hof da deir Kirche in horet“. Im gleichen Jahr gelangte das Patronat durch einen Tausch an das Kloster St. Ulrich. Den Tausch nahm der Titularmarkgraf Hermann von Baden-Hachberg vor, der Komtur der Kommende Freiburg war. 20 Jahre später, 1335, gelangte das Patronat an Wilhelm von Ulm aus Basel. Zwischen 1360 und 1370 wird es als „Ecclesia Fúrbach in decanatu Núwenberg“ urkundlich erwähnt. Politisch gehörte der Ort zu Sausenberg. Ab 1470 war auch das Patronat der Kirche im Besitz der Markgrafen Hachberg-Sausenberg.
Im Jahr 1503 kam Feuerbach mit der ganzen Markgrafschaft Hachberg-Sausenberg an die Markgrafschaft Baden. Hans Hammerstein aus Feuerbach führte die Markgräfler Bauern im Bauernkrieg 1525 an. Vom Dreißigjährigen Krieg wurde Feuerbach auch nicht verschont. Um 1700 wurde erstmals das Schulhaus und ein Schulmeister erwähnt. 1846 wurde eine neue Kirche von Heinrich Hübsch erbaut. Die alte baufällige Kirche wurde vier Jahre später abgerissen. Von Kraus wird erwähnt, dass „früher häufig Gegenstände, auch Steine aus der 1850 abgebrochenen Kirche (dieselbe war nach Sachs' Mitth. 1450 erbaut) an Liebhaber und Antiquare verkauft wurden.“
Durch Hungersnöte wurde 1848 die Badische Revolution ausgelöst, an der sich ein Lehrer aus Feuerbach, Vogel, aktiv beteiligte. Die Versorgung mit Wasserleitungen wurde von 1897 bis 1899 realisiert. In den Jahren 1919 und 1920 gab es in Feuerbach erstmals elektrisches Licht. In den 1960er-Jahren wurde eine neue Straße von Riedlingen nach Feuerbach gebaut, die heute Hauptzugangsstraße zu dem Ort ist.
1803 wurde das Dorf vom Oberamt Rötteln zum neuen Bezirksamt Schliengen umgegliedert und nach dessen Auflösung 1809 zum Bezirksamt Kandern. Als 1819 auch dieses Bezirksamt wieder aufgelöst wurde, kam Feuerbach zum Bezirksamt Müllheim, das 1939 zum Landkreis wurde. Mit der Kreisreform 1973 wurde der Landkreis Müllheim aufgelöst und Feuerbach dem Landkreis Lörrach zugeordnet.
Am 1. März 1974 wurde Feuerbach in die Stadt Kandern eingegliedert.

## Dialekt
In Feuerbach wird Hochalemannisch gesprochen.

## Politik

### Ortschaftsrat
Feuerbach hat einen Ortschaftsrat, dem sechs Mitglieder angehören. Im Stadtrat von Kandern ist Feuerbach aufgrund der unechten Teilortswahl mit einem Sitz vertreten.

### Wappen
Die Blasonierung des Wappens lautet: „In Silber auf grünem Schildfuß ein nach links springender roter Hirsch, rechts beseitet von einer grünen Tanne.“ Die Wappenbilder Tanne und Hirsch führte die Gemeinde bereits ab 1814 im Siegel. 1904 schlug das Generallandesarchiv Karlsruhe der Gemeinde das Wappen vor, aber die Gemeinde nahm es erst 1961 an.

## Bevölkerung und Religion

### Einwohner

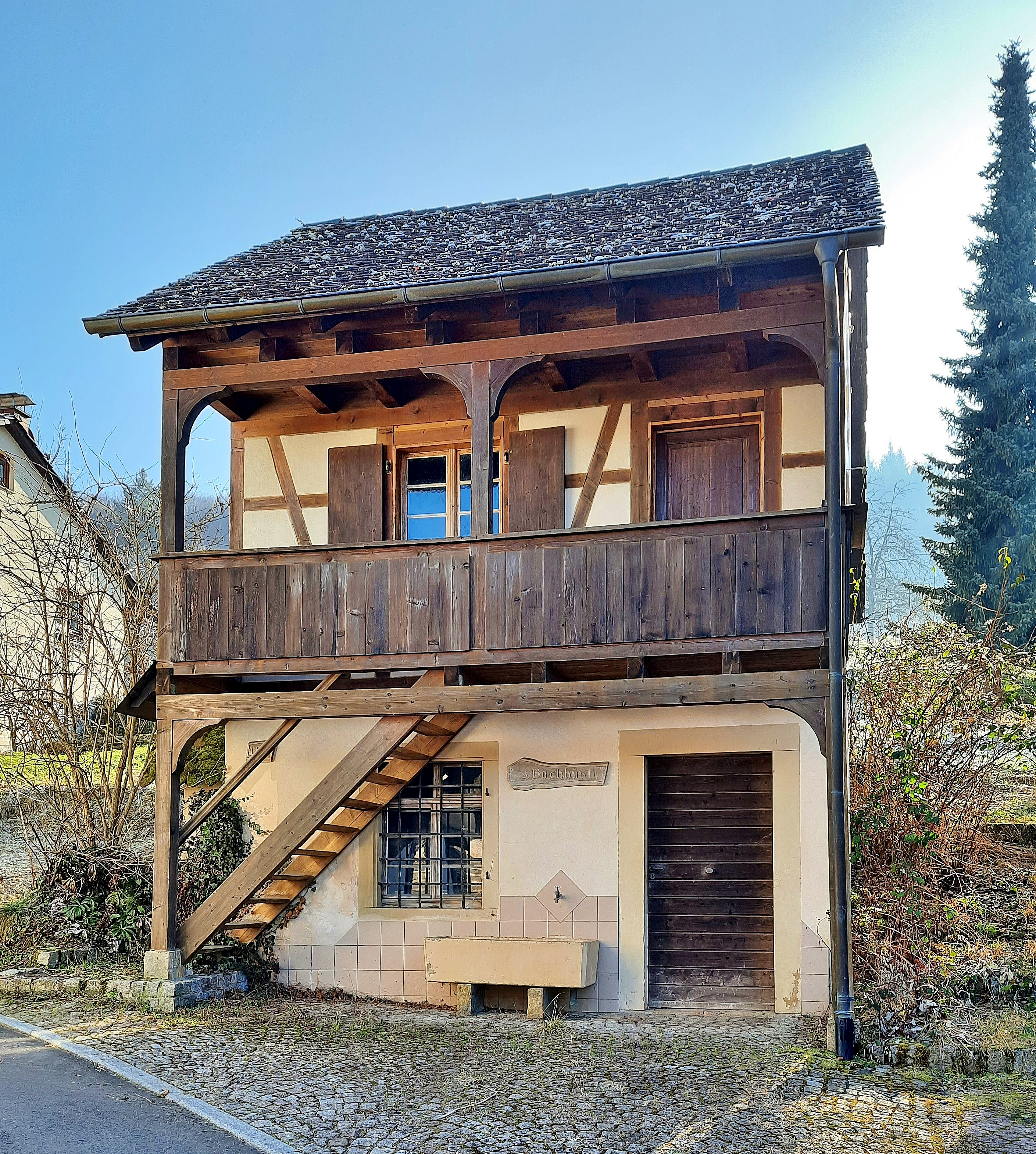
S'Buchhüsli in Feuerbach

Die Zahl der Einwohner Feuerbachs entwickelte sich wie folgt:
| Jahr | Einwohner |
| ---- | --------- |
| 1852 | 345       |
| 1871 | 333       |
| 1880 | 307       |
| 1890 | 305       |
| 1900 | 302       |
| 1910 | 260       |
| 1925 | 298       |

| Jahr | Einwohner |
| ---- | --------- |
| 1933 | 296       |
| 1939 | 265       |
| 1950 | 297       |
| 1956 | 271       |
| 1961 | 282       |
| 1970 | 297       |
| 2015 | 339       |

| Jahr | Einwohner |
| ---- | --------- |
| 2019 | 343       |
| 2020 | 337       |
| 2021 | 345       |
| 2022 | 352       |
| 2023 | 352       |

### Religionen

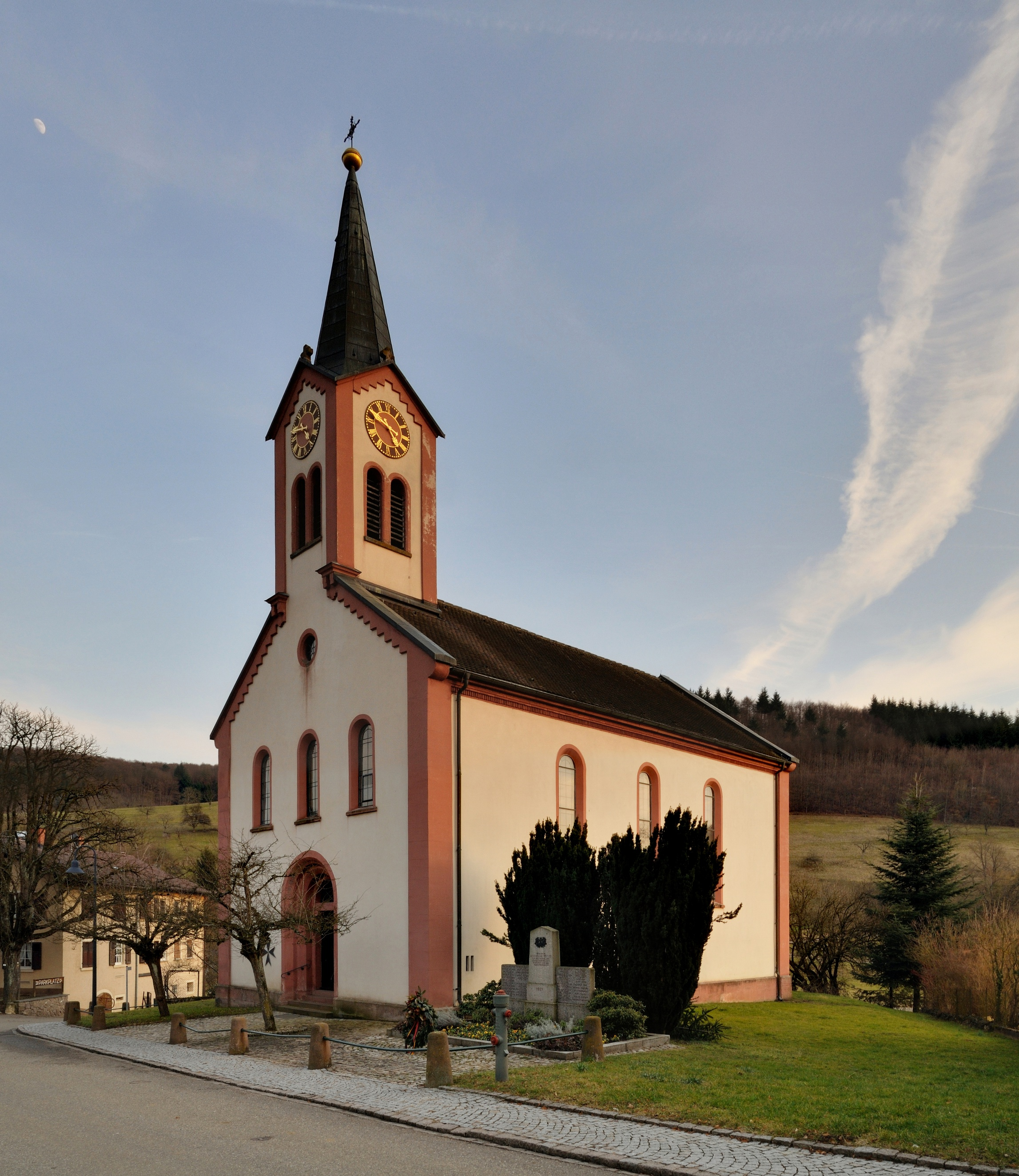
Feuerbacher Kirche

Im Zuge der Reformation im Markgräflerland wurde in Feuerbach – wie in der gesamten Markgrafschaft Baden-Durlach – 1556 die Reformation durchgeführt. Seither ist das Dorf überwiegend evangelisch geprägt.
Die Zugehörigkeit zu den Religionsgemeinschaften verteilte sich in der Vergangenheit wie folgt:
| Religionszugehörigkeit in Feuerbach | Religionszugehörigkeit in Feuerbach | Religionszugehörigkeit in Feuerbach | Religionszugehörigkeit in Feuerbach |
| Jahr                                | Religion                            | Religion                            | Religion                            |
| ----------------------------------- | ----------------------------------- | ----------------------------------- | ----------------------------------- |
|                                     | evangelisch                         | katholisch                          | sonstige                            |
| 1858                                | 99,0 %                              | 1,0 %                               | 0,0 %                               |
| 1925                                | 97,7 %                              | 2,3 %                               | 0,0 %                               |
| 1950                                | 99,0 %                              | 1,0 %                               | 0,0 %                               |
| 1961                                | 97,2 %                              | 2,8 %                               | 0,0 %                               |
| 1970                                | 94,6 %                              | 1,7 %                               | 3,7 %                               |

## Kultur und Sehenswürdigkeiten

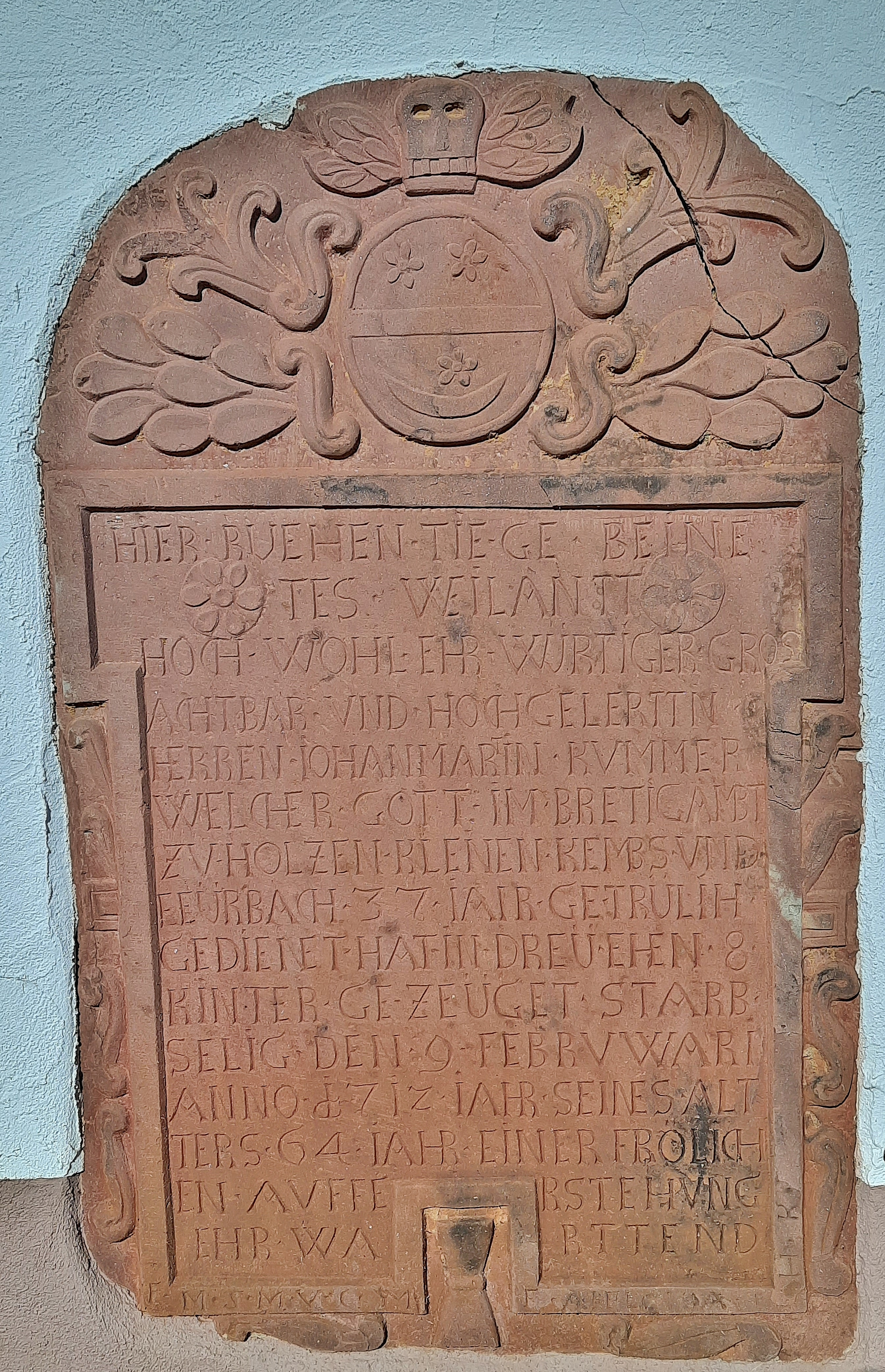
Epitaph von 1713 auf dem Friedhof von Feuerbach.

Auf dem Friedhof sind drei Grabsteine von 1693, 1695 und 1713 mit bürgerlichem Barockwappen erhalten.
Direkt an der Ortsdurchfahrt liegt die 1843 errichtete Evangelische Kirche Feuerbach, deren Ursprünge sich auf das 13. Jahrhundert datieren lassen. Das älteste Inventar ist die denkmalgeschützte Orgel aus dem Jahr 1757. Die Kirche wird seit dem Jahr 2000 von Pfarrern aus Tannenkirch oder Riedlingen mit betreut und besitzt keinen eigenen Pfarrer mehr.

## Söhne und Töchter
- Julius Finter (1872–1941), deutscher Jurist und Politiker